# 豹尾神

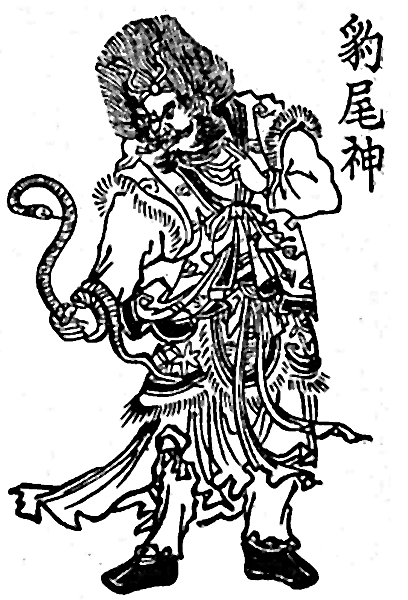
豹尾神

豹尾神（ひょうびしん）とは、陰陽道における8人の方位神（八将神）の一人である。暦本によってはへうび（ひょうび）とも書くことがある。本地は三宝荒神とされ、豹尾神は、天宮神という女神を伴う。
豹尾神は計都星の精とされ、気性が激しいとされる。この神の在位する方角に向かって家畜などを求めるのは避けるべきとされ、また、不浄なものを嫌い、この神の在位する方角に向かっての大小便をしてはならないとされる。豹尾神は受け入れを嫌い、天宮神は出すことを嫌うことから、豹尾神の在位する方角への嫁（婿）入りや、天宮神の在位する方角からの嫁（婿）取りは凶とされる。なお、豹尾神・天宮神の在位する方角を犯すと、家族だけでなく場合によっては家畜などにも害が及ぶという。

## 豹尾神・天宮神の在位
- その年の十二支→在位する方角
  - 豹尾神
    - 子・辰・申→戌
    - 丑・巳・酉→未
    - 寅・午・戌→辰
    - 卯・未・亥→丑

  - 天宮神
    - 子・辰・申→亥
    - 丑・巳・酉→申
    - 寅・午・戌→巳
    - 卯・未・亥→寅